# (12923) Zéphyr
Pour les articles homonymes, voir Zéphyr (homonymie).
(12923) Zéphyr est un astéroïde Apollon classé comme potentiellement dangereux découvert le 11 avril 1999 par LONEOS à l'observatoire Lowell.